# Spam
 Ovo je glavno značenje pojma Spam. Za druga značenja pogledajte Spam (računalna igra).
Spam ili junk mail predstavlja za primatelja neželjenu elektroničku poštu koja može u velikom opsegu zatrpati njegov elektronički sandučić za primanje poruka, koja je usto i bezvrijedna i nenaručena pošta. Neki njegovi oblici su lažne privatne poruke koje mogu voditi do pornografskih sadržaja, proizvodi za koje primatelji nisu imali interesa, reklame itd. Ukratko rečeno, spam je poruka koja se šalje primatelju bez njegovog dopuštenja, a koje vrlo često sadrže i prijevaru. Postoje i druge vrste spama, poput spama u blogu, wikijima ili u chat sobama (većinom na IRC-u), a može biti riječ i o e-mail spamu, što je i najčešće. Osobe koje se bave spamom nazivaju se na engleskom jeziku »spammers«.
Pod spamom obično podrazumijevamo poruke marketinškog karaktera, gdje nepoznati pošiljatelj nudi svoje usluge. Velik broj takvih poruka predstavlja i potencijalnu opasnost jer poruka može biti zaražena virusom, spywareom ili nekim drugim malicioznim kodom, te je najbolje takve poruke pokušati spriječiti programima koji štite od spama. Ako ipak uspiju pronaći put do računala, preporuka je da ih se trajno obriše bez otvaranja.
Spam je dobio ime po mesnoj konzervi nazvanoj Spam, koja se pojavila u Monty Python skeču gdje se u istoimenoj pjesmi iritantno ponavlja njezino ime. Primatelji spama obično iz nekih razloga i klikaju na linkove koje im se nude u spamu, najčešći razlozi za to su znatiželja ili "dosada". Osim toga, spam, osim što može korisniku stvoriti velike probleme, može stvoriti i probleme internetu i drugim njegovim korisnicima, pa i korisnik može primati više neželjene pošte ako kupuje proizvode koje tvrtka ili kompanija oglašava.

## Slanje spama
Često ga šalju velike kompanije koje prodaju sheme obogati-se-jako-brzo, multimarketinške sheme, reklamiraju pornografiju, ili mame čitatelja jeftinim proizvodima. To se radi zato što je e-mail puno jeftiniji način reklamiranja, nego slanje običnog pisma ili kataloga. Kompanija ne mora platiti za izradu reklamnog letka, niti za njegovo tiskanje, za kuverte i za poštanske markice. Takve kompanije se često služe trikovima kako bi dospjele do velikog broja e-mail adresa. Skupljaju ih s useneta koji je odlično mjesto za pronalaženje milijuna adresa i puno jeftinije košta slanje e-maila za milijune adresa. Primjeri spama su i poruke koje traže "da se e-mail treba poslati drugom korisniku" ili "da valja platiti desetak dolara i da se time može dobiti pravo bogatsvo". Takve poruke su vrlo česte i naziva ih se prijevarama odnosno hoaxima.
Današnji zabrinjavajući podatak da je tri četvrtine svih e-mail poruka na Internetu spam uzrok je ekonomije velikih brojki. Naime, poslati mnogo poruka putem e-mail postaje sve lakše i jeftinije, dok će se među tih nekoliko milijuna primatelja gotovo sigurno naći neki koji će proizvod naručiti ili slijediti link koji nekome osigurava naplatu reklame. Budući da širenjem spama troškovi održavanja e-maila servera vrtoglavo rastu, a korisnost e-maila zbog količine smeća naglo opada, pružatelji internetskih usluga širom svijeta vrlo oštro opominjaju dokazane distributere. Zbog tog fenomena industrija spama sve manje zazire od ilegalnih metoda distribucije.

## Trikovi i metode spammera
Metode sa slanje spama većinom su različite. Neki spammeri traže i pregledavaju e-mail adrese na Internetu, ili "kupuju" e-mail za ljude koje znaju i mnogim drugim (npr, neki žure na site i prave e-mailove i nazovu korisnike da se prijave na taj site. Ovdje su navedene dvije osnovne metode i trikovi za slanje spama:
1. Ova metode se često rabi kod spammera. Jedan njihov trik je stavljanje linka na kraju poruke, koja izgleda poput ove:

Ako ne želite primati puno ovakvih poruka,
kliknite ovdje za zaustavljanje primanja.
Kad korisnik klikne na link, spammeri traže korisnika u adresaru. Jedan od njih stavlja popis osoba koje aktualno čitaju spam poruke. Dalje, spammeri traže popis ostalih spammera. Korisnik može time i poslati spam poruke ostalim e-mail adresama, koje drugi korisnici najčešće i pročitaju.
1. Drugi trik spammera je stavljanje slike — ona koja se ne može vidjeti — u spam poruku. Ime slike obično je ime koje ima "smeće" za e-mail. Kad korisnik otvori spam poruku, pitanje se pošalje serveru koji ima sliku za njeno otvaranje. Kad dobije pitanje, korisnik, čitajući spam poruku, može istu takvu poruku poslati na mnogo drugih računala.

## Četiri glavna problema spama
- 1) Povećavanje troškova.

Slanje e-mail "smeća" se obavlja nevjerojatno brzo i jednostavno. Pomoću običnog modema, za sat vremena se može poslati na desetke tisuća poruka. To je samo jedna strana troška. Druga je kada se sav taj spam prebacuje s jednoga pružatelja usluga na drugoga. Kad šaljemo e-mail, on prolazi kroz bar 3 do 10, a nekad i više, pružateǉa internet usluga. Sve to ih košta puno novaca, troši propusnost komunikacijskih veza i vrijeme. Treća strana je trošak primateǉa koji te poruke o svom trošku prense na svoje računalo. Na kraju se dođe do činjenice da su troškovi primatelja puno veći od spamerovih.
- 2) Prijevara.

Spameri znaju da većina ljudi ne žele primati spam poruke. Zbog toga se koriste raznim metodama kako bi natjerali primatelja da otvori e-mail. Tako će u polje Naslov (eng. Subject) staviti naslov koji bez otvaranja poruke uopće ne daje do znanja da se radi o spamu.
- 3) Trošenje tuđih resursa.

Kad spamer pošalje e-mail na milijun adresa, njegove poruke se primaju i prolaze kroz mnoge sustave i/ili pružateǉe komunikacijskih usluga koje im pomažu da dođu do krajnjeg odredišta. Time se svaki takav sustav na putu opterećuje. Spameri ponekad krivotvore IP adrese s koje poruke dolaze. Tako se ponekad zna dogoditi da i nevini ljudi budu predstavljeni od strane spamera kao spameri.
- 4) Nasilno odguravanje obične pošte.

Kad se pojavio faks i postao jedno od glavnih sredstava komunikacije, spam je dolazio u obliku fakseva o nekim proizvodima, ponajviše na Zapadu. Ista se stvar događa i sada. E-mail je postao najjeftinije sredstvo komunikacije i zato su ga mnoge firme i reklamne kompanije uzele kao metu napada. S obzirom na to da spam zatrpava sandučić bezvrijednim e-mailom, korisnik ne može primati normalnu poštu.

## Poveznice
- Zaštita e-mail adrese
- Phishing